# Alcamo
Alcamo er en italiensk by (og kommune) i regionen Sicilien i Italien, med omkring 44.569(2023) indbyggere.  